# Orthogonaltrajektorie

Konzentrische Kreise mit Orthogonaltrajektorien (1. Beispiel)

Parabeln mit Orthogonaltrajektorien (2. Beispiel)

Eine Orthogonaltrajektorie ist in der Mathematik
- eine Kurve, die alle Kurven einer gegebenen Kurvenschar (in der Ebene) senkrecht schneidet.

Zum Beispiel sind die Orthogonaltrajektorien einer Schar von konzentrischen Kreisen die Geraden durch den Mittelpunkt der Kreise. Der Teilbereich Differentialgleichung der Mathematik stellt zum Auffinden von Orthogonaltrajektorien geeignete Verfahren zur Verfügung. Beim Standardverfahren bestimmt man zunächst eine gewöhnliche Differentialgleichung 1. Ordnung für die gesuchten Orthogonaltrajektorien und löst diese anschließend mit Hilfe der Methode Trennung der Veränderlichen. Beide Schritte können schwierig bis unlösbar sein. Dann muss man auf numerische Verfahren zurückgreifen.
Orthogonaltrajektorien spielen z. B. in der Physik (Elektrostatik) eine Rolle als Feldlinien in einem elektrischen Feld. Sie stehen senkrecht auf den Äquipotentiallinien.
Lässt man beim Schnitt der Kurve mit der Kurvenschar beliebige aber feste Winkel zu, erhält man eine Isogonaltrajektorie.

## Bestimmung der Orthogonaltrajektorien

### In kartesischen Koordinaten
In der Regel geht man davon aus, dass die gegebene Kurvenschar implizit durch eine Gleichung der Form
(0) {\displaystyle :\ F(x,y,c)=0,\qquad } 1. Beispiel {\displaystyle :\ x^{2}+y^{2}-c=0\ ,\qquad } 2. Beispiel {\displaystyle y=cx^{2}\ \leftrightarrow \ y-cx^{2}=0\ .}
beschrieben wird, wobei {\displaystyle c} der Scharparameter ist. Falls die Kurvenschar explizit in der Form {\displaystyle y=f(x,c)} gegeben ist, lässt sie sich auch durch {\displaystyle y-f(x,c)=0} implizit beschreiben. Für die im Folgenden nötigen Ableitungen wird immer stillschweigend vorausgesetzt, dass sie existieren.
1. Schritt
Durch implizites Differenzieren nach x ergibt sich
(1) {\displaystyle :\ F_{x}(x,y,c)+F_{y}(x,y,c)\;y'=0,\qquad } im 1. Beispiel {\displaystyle :\ 2x+2yy'=0\ ,\qquad }  2. Beispiel {\displaystyle :\ y'-2cx=0\ .}
2. Schritt
Nun wird vorausgesetzt, dass man die Gleichung (0) nach dem Parameter {\displaystyle c} auflösen kann und damit {\displaystyle c} aus (1) eliminieren kann. Es entsteht dann eine Differentialgleichung erster Ordnung der Form
(2) {\displaystyle :\ y'=f(x,y),\qquad } im 1. Beispiel {\displaystyle :\ y'=-{\frac {x}{y}}\ ,\qquad } 2. Beispiel {\displaystyle :\ y'=2{\frac {y}{x}}}
die von der gegebenen Kurvenschar erfüllt wird.
3. Schritt
Da die Steigung der Orthogonaltrajektorie im Punkt {\displaystyle (x,y)} der negative Kehrwert der Steigung der gegebenen Kurve in diesem Punkt sein muss, gilt für die Orthogonaltrajektorie die Differentialgleichung
(3) {\displaystyle :\ y'=-{\frac {1}{f(x,y)}}\ ,\qquad }  im 1. Beispiel {\displaystyle :\ y'=y/x\ ,\qquad } 2. Beispiel {\displaystyle :\ y'=-{\frac {x}{2y}}}
4. Schritt
Diese Dgl. versucht man mit einem der zur Verfügung stehenden Verfahren zu lösen.

In beiden Beispielen ist Trennung der Veränderlichen  geeignet. Als Lösung 

im 1. Beispiel ergeben sich die Geraden {\displaystyle y=mx,\ m\in \mathbb {R} } und 

im 2. Beispiel die Ellipsen {\displaystyle x^{2}+2y^{2}=d,\ d>0\ .}

### In Polarkoordinaten
Liegt die gegebene Kurvenschar in Polarkoordinaten implizit durch
(0p) {\displaystyle :\ F(r,\varphi ,c)=0}
vor, so bestimmt man wie im kartesischen Fall die dazu gehörige parameterfreie Dgl.
(1p) {\displaystyle :\ F_{r}(r,\varphi ,c)+F_{\varphi }(r,\varphi ,c)\;\varphi '=0,\qquad }
(2p) {\displaystyle :\ \varphi '=f(r,\varphi )}
der Kurvenschar. Die Dgl. der Orthogonaltajektorien in Polarkoordinaten ist dann (s. Heuser, S. 120)

Orthogonale Kardioiden

(3p) {\displaystyle :\ \varphi '=-{\frac {1}{{\color {red}r^{2}}f(r,\varphi )}}\ .}
Beispiel: Kardioiden:
(0p) {\displaystyle :\ F(r,\varphi ,c)=r-c(1+\cos \varphi )=0,\ c>0\ .\ } (im Bild: blau)
(1p) {\displaystyle :\ F_{r}(r,\varphi ,c)+F_{\varphi }(r,\varphi ,c)\;\varphi '=1+c\sin \varphi \;\varphi '=0,\qquad }
Elimination von {\displaystyle c} ergibt die Dgl. der gegebenen Schar:
(2p) {\displaystyle :\ \varphi '=-{\frac {1+\cos \varphi }{r\sin \varphi }}}
Die Dgl. der Orthogonaltrajektorien ist dann:
(3p) {\displaystyle :\ \varphi '={\frac {\sin \varphi }{r(1+\cos \varphi )}}}
Nach Lösen dieser Dgl. mit Trennung der Veränderlichen ergibt sich schließlich
{\displaystyle r=d(1-\cos \varphi )\ ,\ d>0\ .}
Dies ist die Kardioidenschar (im Bild rot), die durch Spiegelung der gegebenen Schar an der y-Achse entsteht.

## Isogonaltrajektorie
- Eine Kurve, die die Kurven einer gegebenen Kurvenschar in einem festen Winkel {\displaystyle \alpha } schneidet, nennt man Isogonaltrajektorie.

Für eine Isogonaltrajektorie zum Winkel {\displaystyle \alpha \neq 90^{\circ }} besteht im Punkt {\displaystyle (x,y)} zwischen der Steigung {\displaystyle y'} der Kurve (der Schar) und der Steigung {\displaystyle \eta '} der Trajektorie die Beziehung:
{\displaystyle \eta '={\frac {y'+\tan(\alpha )}{1-y'\tan(\alpha )}}\ .}
Dies folgt aus dem Additionstheorem des Tangens, denn der Steigungswinkel der Trajektorie ist um {\displaystyle \alpha } größer als der der gegebenen Kurve. Für {\displaystyle \alpha \rightarrow 90^{\circ }} ergibt sich die Bedingung für  die Orthogonaltrajektorie.
Zur Bestimmung der Isogonaltrajektorien einer Kurvenschar muss in der obigen Anleitung nur der 3. Schritt angepasst werden.
3. Schritt (Isog.-Traj.)
Die Differentialgleichung der Isogonaltrajektorie ist:
- (3i) {\displaystyle :\ y'={\frac {f(x,y)+\tan(\alpha )}{1-f(x,y)\tan(\alpha )}}\ .}

Isogonaltrajektorien konzentrischer Kreise für

Im 1. Beispiel ergibt sich für den Schnittwinkel {\displaystyle \alpha =45^{\circ }} 

(3i) {\displaystyle :\ y'={\frac {-x/y+1}{1+x/y}}\ .}
Dies ist eine Ähnlichkeitsdifferentialgleichung, die mit der Substitution {\displaystyle z=y/x} in eine separierbare Dgl. übergeführt und gelöst werden kann. Nach Rücksubstitution erhält man als Gleichung für die Lösungskurven:
{\displaystyle \arctan {\frac {y}{x}}+{\frac {1}{2}}\ln(x^{2}+y^{2})=C\ .}
In Polarkoordinaten vereinfacht sich diese zu
{\displaystyle C-\varphi =\ln(r)\ .}
Dies Gleichung beschreibt logarithmische Spiralen (s. Bild).

## Numerische Verfahren
Falls die auftretende Differentialgleichung der Trajektorien mit den theoretischen Verfahren nicht lösbar ist, muss man auf numerische Verfahren zum Lösen einer gewöhnlichen Dgl 1. Ordnung zurückgreifen: z. B. auf das Runge-Kutta-Verfahren.